# Phyllonorycter apparella
Phyllonorycter apparella là một loài bướm đêm thuộc họ Gracillariidae. Nó được tìm thấy ở hầu hết châu Âu (ngoại trừ Quần đảo Anh, bán đảo Iberia, bán đảo Balkan, và Mediterranean Islands). Nó cũng có mặt ở Thổ Nhĩ Kỳ và Bắc Mỹ.
Sải cánh dài 8.5–10 mm. Có một lức một năm.
Ấu trùng ăn Populus canescens và Populus tremula. Chúng cuộn lá làm tổ. 